# Teleperformance
Teleperformance är ett internationellt företag med franskt ursprung. En global ledare inom callcenter, har diversifierat sig sedan 2017 och lagt till flerkanalig kundrelationshantering, outsourcing av backoffice-funktioner och moderering av sociala medier.
Koncernen sysselsätter mer än 383 000 personer och nådde en omsättning på 5 732 miljoner euro 2020. Den är listad i CAC 40 sedan juni 2020.